# Bocianówka (Gutów)
Bocianówka – część wsi Gutów w Polsce, położona w województwie mazowieckim, w powiecie radomskim, w gminie Jedlińsk.
W latach 1975–1998 Bocianówka administracyjnie należała do województwa radomskiego.